# Rory O’Hanlon (Richter)
Roderick Joseph O’Hanlon (* 11. April 1923 in Dublin; † 27. März 2002 ebenda) war ein irischer Richter und Rechtsanwalt.

## Leben
Rory O’Hanlon besuchte zunächst das Coláiste Mhuire in Dublin und später das University College Dublin und King’s Inns. 1946 erhielt er die Zulassung als Rechtsanwalt. Im Jahr 1962 wurde er Professor am University College Dublin, ab 1967 war er Richter. O’Hanlon war von 1981 bis 1995 Richter am High Court war. Er war außerdem Präsident der irischen Law Reform Commission.
1992 wurde er von der irischen Regierung als Präsident der Law Reform Commission entlassen, nachdem er geäußert hatte, dass Irland aus der Europäischen Union austreten solle, wenn die Mitgliedschaft Irlands in der Europäischen Union die Einführung der Abtreibung in Irland erzwinge. Später verklagte er die Regierung und erhielt eine Entschädigung.
Nach seiner Pensionierung beteiligte sich O’Hanlon aktiv an der Kampagne gegen das Verfassungsreferendum von 1995 zur Einführung der Scheidung und bezeichnete die Scheidung als „schweres Vergehen gegen das Naturrecht.“ Im Vorfeld des Referendums über den Vertrag von Maastricht wurde in einem Interview bekannt, dass er Mitglied des Opus Dei ist.
O’Hanlon starb im März 2002 an Magenkrebs. Er war zwei mal verheiratet und hatte 12 Kinder.